# Sumpf-Schafgarbe
Die Sumpf-Schafgarbe oder Bertram-Schafgarbe (Achillea ptarmica) ist eine Pflanzenart aus der Gattung der Schafgarben (Achillea) in der Unterfamilie der Asteroideae innerhalb der Familie der Korbblütler (Asteraceae).

## Beschreibung
Die Sumpf-Schafgarbe ist eine ausdauernde krautige Pflanze, die Wuchshöhen zwischen 15 und 150 cm, in der Regel aber ungefähr 40 cm erreicht. Ihre lineal-lanzettlichen Laubblätter sind im Unterschied zu den meisten anderen Schafgarben-Arten ungeteilt und nur fein gesägt.

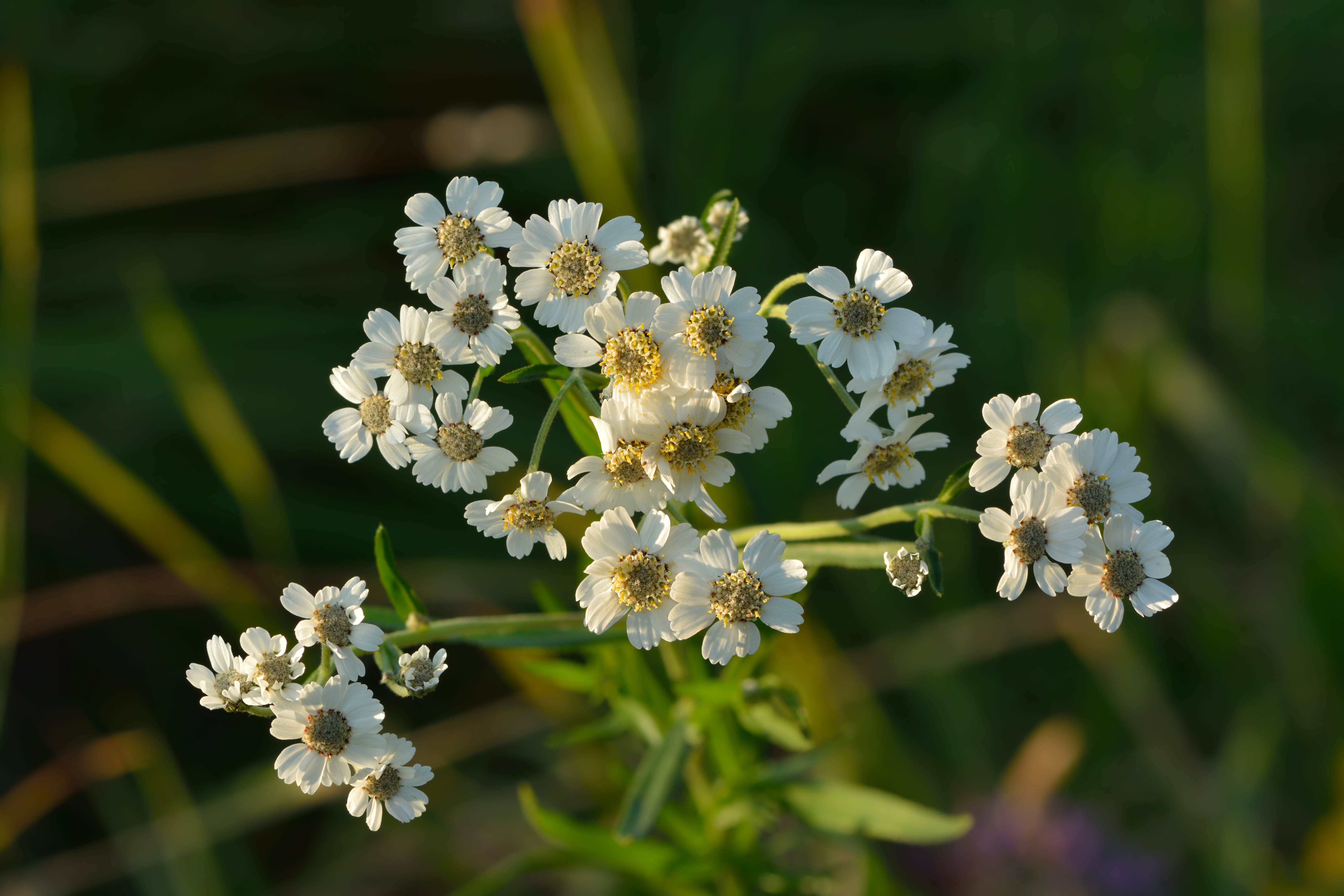
Blütenstand

Die Körbchen der Gesamtblütenstände sind mit 12 bis 17 mm für die Gattung recht groß. In einem körbchenförmigen Blütenstand sitzen Zungen- und Röhrenblüten zusammen. Die Röhrenblüten sind grau mit gelben Staubbeuteln. Die 8 bis 13 Zungenblüten sind weiß und ihre Zungen sind 4 bis 6 mm lang. Die Blütezeit reicht von Juli bis September.
Die Chromosomenzahl beträgt 2n = 18.

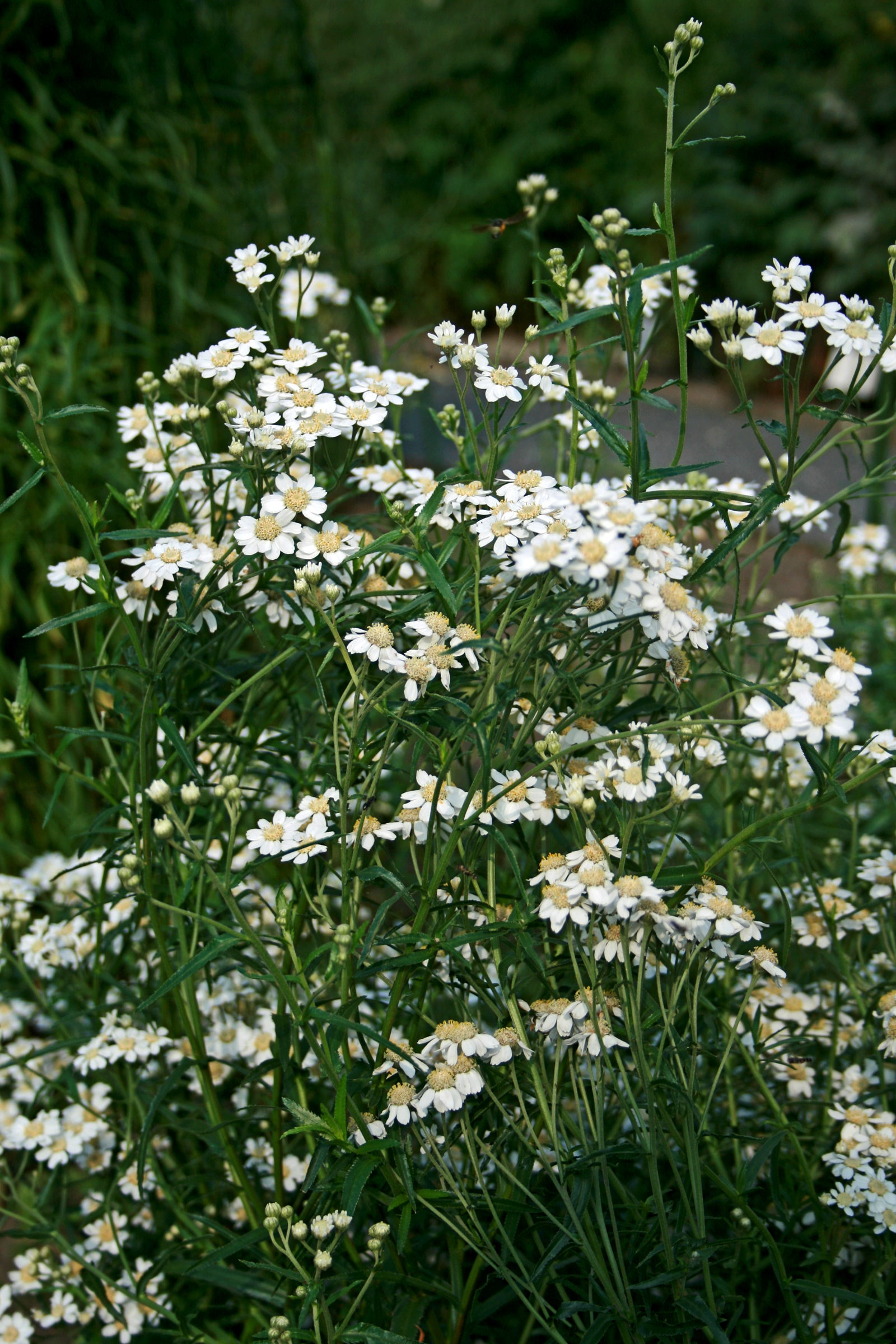
Sumpf-Schafgarbe (Achillea ptarmica)

## Vorkommen
Sie kommt in den gemäßigten Zonen Eurasiens vor. In den Alpen fehlt sie. Sie steigt im Schwarzwald am Feldberg bis zu 1200 m Höhe auf.
Die Sumpf-Schafgarbe wächst gerne in staunassen Wiesen, wie zum Beispiel an Wegrändern oder in Gräben entlang von Flüssen und Bächen. Sie gedeiht auf nährstoffreichen, vorzugsweise kalkarmen, neutralen bis mäßig sauren, modrig-humosen Tonböden oder auf Torf. Sie ist ein Wechselnässe- und Gleybodenzeiger. Sie ist eine Charakterart der Ordnung Molinietalia.

## Ökologie
Sie ist ein Tiefwurzler, eine Lichtpflanze und wird durch Fliegen und Bienen bestäubt.

## Verwendung
Die Sumpf-Schafgarbe ist als Zierpflanze für Gärten geeignet, wobei in diesem Fall vor allem Sorten mit gefüllten Körbchen verwendet werden, in denen die Röhrenblüten zu Zungenblüten umgewandelt sind.

## Volksnamen
Für die Sumpf-Schafgarbe bestehen bzw. bestanden auch die häufig nur regional gebräuchlichen Bezeichnungen Wilder Bertram, Deutscher Bertram, Spitziger Bertram, Berufkraut (Schlesien), Dorant (Thüringen), Weißer Dorant, Wilder Dorant (Schlesien), Felddrajun, Henperchnöpfli (Appenzell), Kumm-wier-Bleome (Lippe), Niesekraut (Schlesien), Niesskraut (Schweiz, Elsass), Witten Orant (Altmark), Pertram, Weißes Reinfarrn, Silberknöpfchen (gefüllt) (Pommern), Weißer Torant (Lausitz), Torant (Sommerfeld), Wiesendragun und Wild Wurmkraut.

## Gefährdung
Da diese Art weit verbreitet ist, wird sie von der IUCN als gering gefährdet (Least Concern) gelistet.